# Azzun
Azzun (arab. عزّون) – palestyńskie miasto położone w muhafazie Kalkilja, w Autonomii Palestyńskiej. Według danych Palestyńskiego Centralnego Biura Statystycznego z 2016 liczyło 9 738 mieszkańców.